# 塞居尔站
塞居尔站（法語：Ségur）是法国巴黎地铁10号线的一个车站，位于巴黎第七区和巴黎十五区，於1937年7月29日启用。站名来自塞居尔大街，該大街以法国元帅塞居尔侯爵命名。

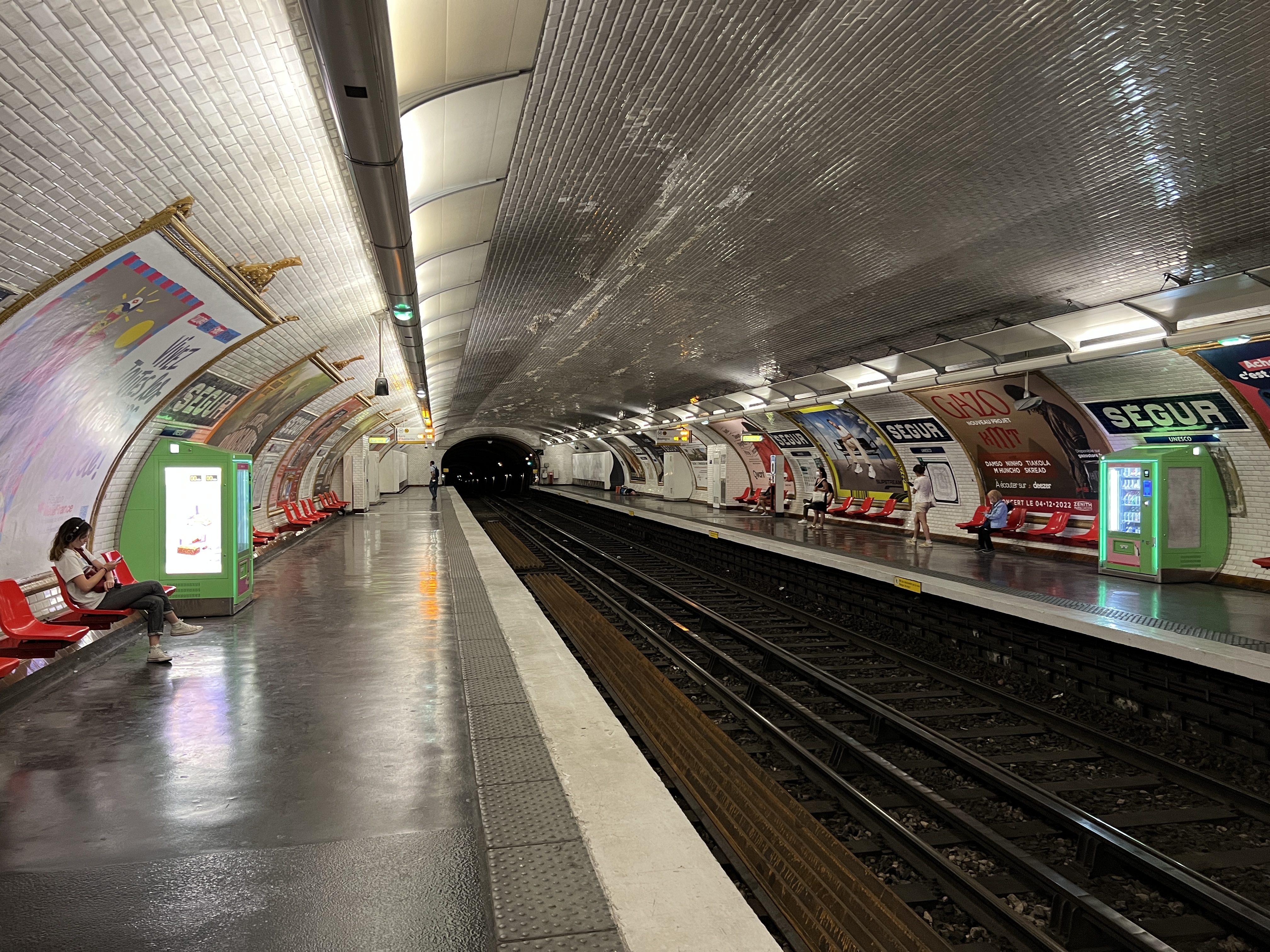
月台（2022年7月）

## 車站結構
| 街道層 | 街道層             | 出口                                      |
| 月台   | 側式月台，右側開門 | 側式月台，右側開門                        |
| 月台   | 西行               | 往布洛涅-聖克盧橋（拉莫特-皮凱-格勒內勒） |
| 月台   | 東行               | 往奧斯特里茨站（杜洛克）                  |
| 月台   | 側式月台，右側開門 |                                           |